# Lissove (oblast de Kirovohrad)
Lissove (ukrainien : Лісове, russe : Лесовое) est une commune urbaine de l'oblast de Kirovohrad, en Ukraine. Elle compte 1 130 habitants en 2021.